# Ueli
Ueli [ˈuəli]  ist ein Schweizer männlicher Vorname. 

## Aussprache
Ue- wird als Diphthong und nicht als Umlaut ausgesprochen.

## Herkunft und Bedeutung
Der Name ist ursprünglich eine schweizerische Kurzform für Zusammensetzungen mit «Ul-», meist Ulrich, analog zur bundesdeutschen Version „Uli“.

## Bekannte Namensträger
- Ueli Beck (1930–2010), Schweizer Radiomoderator und Schauspieler
- Ulrich Bräker, genannt (Näppis-)Ueli Bräker
- Ueli Bodenmann (* 1965), Schweizer Ruderer
- Ueli Gegenschatz (1971–2009), Schweizer Extremsportler
- Ueli Götsch (1925–2017), Schweizer Journalist und Politiker (SP)
- Ueli Jäggi (* 1954), Schweizer Schauspieler und Regisseur
- Ueli Kestenholz (* 1975), Schweizer Snowboarder
- Ueli Luginbühl (1941–2010), Schweizer Radrennfahrer
- Ueli Maurer (* 1950), Schweizer Politiker, Bundespräsident
- Ueli Prager (1916–2011), Schweizer Unternehmer, Gründer von Mövenpick
- Ueli Rotach († 1405?), Appenzeller Volksheld
- Ueli Schmezer (* 1961), Schweizer Journalist und Moderator
- Ueli Steck (1976–2017), Schweizer Extremkletterer

## Fiktive Figuren
- Der Ueli, eine Figur der Basler Fasnacht, entspricht dem Narren. Wahrscheinlich kommt die Bezeichnung «Ueli» hier nicht von einem Vornamen, sondern vom Narren Eulenspiegel.
- Ueli der Knecht, Schweizer Roman- und Filmfigur

## Sonstiges
- Eine der vier Basler Fähren, die St. Johann-Fähre, trägt den Namen «Ueli».
- Am Vogel Gryff, dem Festtag der Drei Ehrengesellschaften Kleinbasels, sammeln vier «Ueli» Geld fürs Waisenhaus.
- Die Brauerei Fischerstube stellt das Ueli Bier her.